# Dolný tok Tople
Dolný tok Tople este o arie protejată (arie specială de conservare — SAC, sit de importanță comunitară — SCI) din Slovacia întinsă pe o suprafață de 13,72 ha, integral pe uscat.

## Localizare
Centrul sitului Dolný tok Tople este situat la coordonatele 48°45′01″N 21°44′44″E / 48.750365°N 21.745489°E.

## Înființare
Situl Dolný tok Tople a fost declarat sit de importanță comunitară în septembrie 2015 pentru a proteja 7 specii de animale. Situl a fost protejat și ca arie specială de conservare în octombrie 2017.

## Biodiversitate
Situată în ecoregiunea panonică, aria protejată nu include niciun habitat protejat.
La baza desemnării sitului se află mai multe specii protejate de  pești (7): Barbus meridionalis, zvârluga (Cobitis taenia), boarță (Rhodeus sericeus amarus), porcușor de nisip (Romanogobio kesslerii), porcușor de vad (Romanogobio uranoscopus), dunăriță (Sabanejewia aurata), fusar (Zingel streber).